# 月井里駅
月井里駅（ウォルジョンニえき）は、現在の大韓民国江原特別自治道鉄原郡にあった京元線の駅（廃駅）である。1950年に朝鮮戦争で爆撃により破壊され、そのまま廃止された。現在は非武装地帯の南方限界線(MDL)に位置する。
駅の向かいに「鐵馬는 달리고 싶다!（鉄馬は走りたい！）」と書かれた看板と、朝鮮戦争の時に爆撃で破壊された列車の残骸が残っている。朝鮮戦争では、朝鮮人民軍が撤収する際に列車の前方部分だけを持ち帰り、客車として使われていた後方部分だけを残した。最も熾烈な戦いが繰りひろげられた鉄の三角地に位置しており、鉄の三角展望台として一般開放されている。

## 歴史
- 1913年7月10日：朝鮮総督府鉄道京元線鉄原駅 - 福渓駅間延長により開業。
- 1934年12月8日：駅舎新築。
- 1950年：朝鮮戦争により破壊され、そのまま廃止。
- 1989年11月4日：駅舎及び駅に停まっていた列車の遺構を「鉄の三角展望台」として一般開放した。
- 2015年8月5日：白馬高地駅 - 当駅間の復元事業の起工式が行われる[4]。
- 2016年6月17日：工事中断[5]。

## 隣の駅
朝鮮総督府鉄道
京元線（1945年当時）
鉄原駅 - 月井里駅 - 佳谷駅